# Trifthorn (Valais)
Pour les articles homonymes, voir Trifthorn.
Le Trifthorn est un sommet des Alpes en Suisse. Il culmine à 3 728 mètres d'altitude dans les Alpes valaisannes.

## Situation
Le Trifthorn est situé sur de la crête reliant le Zinalrothorn (4 221 m) au nord, et l'Ober Gabelhorn (4 063 m) au sud. À l'ouest, il domine le glacier de Zinal au fond du val de Zinal, à l'est il domine Zermatt dans la vallée de Zermatt.